# Bell (Florida)
Bell és una població dels Estats Units a l'estat de Florida. Segons el cens del 2000 tenia 349 habitants.

## Demografia
Segons el cens del 2000, Bell tenia 349 habitants, 125 habitatges, i 91 famílies. La densitat de població era de 82,7 habitants per km².
Dels 125 habitatges en un 43,2% hi vivien nens de menys de 18 anys, en un 52% hi vivien parelles casades, en un 16,8% dones solteres, i en un 26,4% no eren unitats familiars. En el 21,6% dels habitatges hi vivien persones soles el 10,4% de les quals corresponia a persones de 65 anys o més que vivien soles. El nombre mitjà de persones vivint en cada habitatge era de 2,79 i el nombre mitjà de persones que vivien en cada família era de 3,21.
Per edats la població es repartia de la següent manera: un 30,4% tenia menys de 18 anys, un 10% entre 18 i 24, un 28,7% entre 25 i 44, un 16,6% de 45 a 60 i un 14,3% 65 anys o més.
L'edat mediana era de 34 anys. Per cada 100 dones de 18 o més anys hi havia 84,1 homes.
La renda mediana per habitatge era de 30.156 $ i la renda mediana per família de 30.987 $. Els homes tenien una renda mediana de 21.250 $ mentre que les dones 23.125 $. La renda per capita de la població era d'11.790 $. Entorn del 13,1% de les famílies i el 17,2% de la població estaven per davall del llindar de pobresa.

## Poblacions més properes
El següent diagrama mostra les poblacions més properes.